# 기타가와촌 (오카야마현)
기타가와촌(北川村)은 오카야마현 오다군에 있던 촌이다. 현재의 가사오카시의 일부에 해당한다.

## 역사
- 1889년 6월 1일 - 정촌제 시행에 의해 오다군 기타가와촌이 발족하였다.
- 1960년 4월 1일 - 가사오카시에 편입해 폐지되었다.